# Орхеевски район
Орхеевски район е един от 32-та района на Молдова. Площта му е 1228 квадратни километра, а населението – 101 502 души (по преброяване от май 2014 г.). Намира се в часова зона UTC+2. Пощенският му код е 235, а МПС кодът OR.